# Shake It Up: Live 2 Dance
Pour les articles homonymes, voir Shake It Up.
Albums de Artistes Divers
Shake It Up: Break It Down Shake It Up: I Love Dance
Singles
1. Up Up And Away
Sortie : 14 février 2012
2. Something to Dance For
Sortie : 6 mars 2012
3. TTYLXOX
Sortie : 6 mars 2012
4. Something to Dance For/TTYLXOX Mash-Up
Sortie : 6 mars 2012

Shake It Up: Live 2 Dance est la deuxième bande originale de la Disney Channel Original Series Shake It Up. L'album est sorti le 20 mars 2012 aux États-Unis. Le premier single de l'album, Up Up And Away, interprété par Blush, est sorti le 14 février 2012. Toutes les chansons étaient écoutables pendant la Radio Disney Planet Premiere qui a eu lieu trois jours avant la sortie de la bande originale et sur RadioDisney.com sauf les pistes bonus de l'édition deluxe et les pistes exclusives Target (à l'exception de The Star I R, qui a été jouée à la radio ce jour-là). Il s'est vendu à 210 000 copies aux États-Unis, et a été la bande originale la mieux vendue de l'année.

## Singles
Le premier single fut Up, Up, and Away par Blush qui est sorti le 14 février 2012. Le clip vidéo a été transformé en une vidéo avec les paroles et avait des extraits d'un épisode de Shake It Up et de Blush chantant la chanson. Le deuxième single été Something To Dance For par Zendaya et la vidéo incluait la version mash-up de la bande originale avec TTYLXOX de Bella Thorne qui fut le troisième single. Les deux chansons sont sorties le 6 mars 2012 et ont toutes les deux figurés dans deux épisodes différents de Shake It Up.
Singles promotionnels
Fashion Is My Kryptonite est sorti le 20 juillet 2012 sur la version deluxe.

## Liste des titres
Liste des titres obtenue sur Amazon.com et Barnes & Noble.
| No  | Titre                                                           | Auteur                                                                | Durée |
| --- | --------------------------------------------------------------- | --------------------------------------------------------------------- | ----- |
| 1.  | Whodunit (Adam Hicks & Coco Jones)                              | Lambert Waldrip, Justin Mobley, Anya Vasilenko                        | 2:20  |
| 2.  | TTYLXOX (Bella Thorne)                                          | Jeannie Lurie, Aris Archontis, Chen Neeman                            | 2:34  |
| 3.  | Something to Dance For (Zendaya)                                | Lurie, Archontis, Neeman                                              | 2:43  |
| 4.  | Up Up And Away (Blush)                                          | Niclas Molinder, Joacim Persson, Johan Alkenas, Jacqueline M. Cumming | 3:01  |
| 5.  | Show ya how (Adam Irigoyen & Kenton Duty)                       | Ben Charles, Max Schneider                                            | 2:21  |
| 6.  | Make Your Mark (Drew Ryan Scott)                                | Molinder, Persson, Alkenas, Drew Ryan Scott                           | 3:37  |
| 7.  | Don't Push Me (Coco Jones)                                      | Charles                                                               | 2:40  |
| 8.  | Turn It On (Amber Lily)                                         | Charles, Tony Ghantous                                                | 2:37  |
| 9.  | Moves Like Magic (Adam Trent)                                   | Jeannie Lurie, Aris Archontis and Chen Neeman                         | 2:50  |
| 10. | Critical (TKO & Nevermind)                                      | Tim James, Antonina Armato, Adam Schmalholz, Devrim Karaoglu          | 3:02  |
| 11. | Bring The Fire (Ylwa)                                           | Molinder, Persson, Jonas Thander, Scott                               | 3:03  |
| 12. | Where's The Party (Jenilee Reyes)                               | Mitch Allan, Kevin Kadish, Eva Simons                                 | 2:56  |
| 13. | Surprise (TKO, Nevermind, SOS)                                  | James, Armato, Schmalholz, Jon Vella, Thomas Armato Sturges           | 2:58  |
| 14. | Something to Dance For/TTYLXOX Mash-Up (Zendaya & Bella Thorne) | Lurie, Archontis, Neeman                                              | 2:45  |

| 15. | Edge of the Mirror (Emme Rose)      | Charles, Aaron Harmon, Jim Wes           | 2:48 |
| 16. | Total Access (TKO, Nevermind & SOS) | Armato, James, Vella, Sturges, Nevermind | 3:02 |

| 15. | The Star I R (Caroline Sunshine)   | James, Armato, Karaoglu, Schmalholz | Rock Mafia               | 3:31 |
| 16. | Overtime (Robyn Newman)            | Matthew Tishler, Andrew Ang         | Tishler                  | 3:27 |
| 17. | A Space In the Stars (Drew Seeley) | Lurie, Archontis, Neeman            | Lurie, Archontis, Neeman | 2:55 |

| 15. | Fashion Is My Kryptonite (Bella Thorne & Zendaya)                                                                      |                                                                              |  | 2:44 |
| 16. | The Same Heart (Bella Thorne & Zendaya)                                                                                |                                                                              |  | 3:37 |
| 17. | Made In Japan (Bella Thorne & Zendaya)                                                                                 |                                                                              |  | 2:58 |
| 18. | Where's The Party/Don't Push Me/Show Ya How (Dave Audé Medley) (Jenilee Reyes, Coco Jones, Adam Irigoyen, Kenton Duty) | Ben Charles, Max Schneider, Mitch Allan, Kevin Kadish, Eva Simons, Dave Audé |  | 2:16 |
| 19. | TTYLXOX (The Sophomore Remix) (Bella Thorne)                                                                           | Lurie, Archontis, Neeman                                                     |  | 3:50 |

- Tous les crédits d'écriture et de production sont pris du livret de l'album Shake It Up: Live 2 Dance.

| Chart (2012)                   | Position |
| ------------------------------ | -------- |
| Canadian Albums Chart          | 99       |
| Spanish Albums Chart           | 8        |
| U.S. Billboard 200             | 13       |
| U.S. Billboard Kid Albums      | 1        |
| U.S. Billboard Top Soundtracks | 2        |

## Shake It Up: Made In Japan
Shake It Up: Made In Japan est un album musical prolongeant  la bande originale Shake It Up: Live 2 Dance pour la Disney Channel Original Series Shake It Up. Elle est sortie le 21 août 2012 et chantée par Bella Thorne et Zendaya. Toutes les chansons sont incluses dans la version Walmart de Shake It Up: Live 2 Dance.

### Liste des titres
| No | Titre                                  | Auteur                                                         | Interprété par         | Durée |
| -- | -------------------------------------- | -------------------------------------------------------------- | ---------------------- | ----- |
| 1. | Fashion Is My Kryptonite               | Ben Charles                                                    | Bella Thorne & Zendaya |       |
| 2. | The Same Heart                         | Lindy Robbins & Toby Gad                                       | Zendaya & Bella Thorne |       |
| 3. | Made In Japan                          | Charlie Mason, Joacim Persson, Johan Alkenas & Niclas Molinder | Zendaya & Bella Thorne |       |
| 4. | Fashion Is My Kryptonite (Music Video) |                                                                | Bella Thorne & Zendaya |       |

## Fashion Is My Kryptonite
Fashion Is My Kryptonite est une chanson par les chanteuses américaines Zendaya et Bella Thorne, connues pour jouer dans la série Shake It Up. Elle est sortie sur iTunes le 20 juillet 2012.

### Clip vidéo
La vidéo a été dirigée par Marc Klasfeld. Le clip vidéo pour cette chanson, dans lequel figure Cat Deeley, a été filmé le 28 juin 2012 et est sorti le 3 août 2012 pendant Toy Story 3 et des heures plus tard sur le compte officiel Disney Music VEVO sur YouTube.